# Anna Ferencová
Anna Ferencová, rodným jménem Anna Fialová, (25. května 1927 Praha – 10. května 2020 Praha) byla česká herečka, dlouholetá členka divadelního souboru Východočeského divadla v Pardubicích, vnučka českého herce Karla Fialy a dcera herce a sochaře Ference Futuristy.
Po absolutoriu konzervatoře krátce působila v Olomouci, od roku 1951 do 1989 zakotvila v pardubickém Východočeském divadle. Zde také poznala svého manžela, herce Milana Holubáře (1926–1992).

## Filmografie
| Rok  | Název                               | Role                       | Poznámky |
| ---- | ----------------------------------- | -------------------------- | -------- |
| 2010 | Hlava - ruce - srdce                | služebná Lutychová         |          |
| 2002 | Waterloo po česku                   | Sousedka Švestková         |          |
| 2001 | Tuláci                              | Lipertová                  | TV film  |
| 1990 | Ta naše písnička česká II           | stará sekretářka           |          |
| 1990 | Útěk s Cézarem                      | babička                    |          |
| 1994 | Ještě větší blbec, než jsme doufali | bytná Janečková            |          |
| 1989 | Čeleď brouků finančníků             | uklízečka Mudrá            | TV film  |
| 1989 | Strašidlo cantervillské             | paní Umneyová              | TV film  |
| 1987 | Páni Edisoni                        | Hustolesová                |          |
| 1985 | Jako jed                            | sekretářka ředitele        |          |
| 1984 | Co je vám, doktore?                 | Boženka, otcova přítelkyně |          |
| 1981 | Skleněný dům                        | vychovatelka Morávková     |          |
| 1972 | ...a pozdravuji vlaštovky           | bachařka ve vězení         |          |
| 1961 | Pouta                               | Šnajdrová                  |          |
| 1943 | Bláhový sen                         | Sestra u krčního lékaře    |          |

## Použitý zdroj
- Hříchy Anny Ferencové: Humorný epos o jednapadesáti kapitolách. 1. vyd. Hradec Králové: Kruh, 1991. 206 s. Okamžiky. ISBN 80-7031-420-6.